# Mohammed Ayash
Mohammed Ayash, né le 6 mars 1986 au Yémen, est un joueur de football international yéménite, qui évolue au poste de gardien de but.

## Biographie

### Carrière en sélection
Il joue son premier match en équipe du Yémen le 1er octobre 2010, contre le Koweït. Ce match rentre dans le cadre du championnat d'Asie de l'Ouest.
En fin d'année 2014, il participe à la Coupe du Golfe des nations. Il joue trois matchs lors de ce tournoi. Il dispute ensuite neuf matchs rentrant dans le cadre des éliminatoires du mondial 2018. On le retrouve ensuite lors de la Coupe du Golfe des nations 2017-2018, où il prend part à trois rencontres.
En janvier 2019, il est retenu par le sélectionneur Ján Kocian afin de participer à la Coupe d'Asie des nations, organisée aux Émirats arabes unis. Lors de cette compétition, il officie comme gardien remplaçant et ne joue aucun match.